# Boulevard des Italiens
Boulevard des Italiens este unul dintre cele patru „grands boulevards” din Paris, o rețea rutieră ce se întinde pe direcția est-vest și include, de asemenea, Boulevard de la Madeleine, Boulevard des Capucines și Boulevard Montmartre. La originea numelui se află Théâtre des Italiens, construit în 1783, cu puțin timp înainte de Revoluția Franceză (înlocuit acum de Opéra-Comique).

## Istoric
Bulevardul a purtat în cursul timpului următoarele nume:
- boulevard Neuf (= Bulevardul nou)
- boulevard du Dépôt (Bulevardul depozitului), din cauza prezenței aici a unei cazărmi instalate în 1764 la colțul cu rue de la Chaussée-d'Antin
- boulevard de la Chaussée-d'Antin
- boulevard Cerutti după numele unui hotel de pe bulevard (în timpul Revoluției Franceze)
- le petit Coblence („micul Koblenz”) după 1795, deoarece aici locuiau mulți emigranți reveniți la Franța în perioada Directoratului (Koblenz fusese o destinație populară de exil pentru ei)
- boulevard de Gand, pe o parte a bulevardului, sub cea de-a doua Restaurație bourbonică, din 1815 la 1828, în memoria exilului lui Ludovic al XVIII-lea la Gent în Cele o sută de zile.

În cursul secolului al XIX-lea bulevardul a fost un loc de întâlnire pentru elita elegantă a Parisului (un rol pe care l-a avut până la Primul Război Mondial).
Elita secolului al XIX-lea i-a înlocuit pe Muscadins și Merveilleuses din timpul Directoratului, pe Gandins în timpul Restaurației, pe Dandies în timpul domniei lui Ludovic-Filip I și pe femeile în crinolină în timpul celui de-al Doilea Imperiu.
Acea perioadă a fost, de asemenea, o epocă importantă pentru mai multe celebre Cafenele: Café de Paris, café Tortoni (café Tortoni din Buenos Aires își ia numele de la cafeneaua omonimă din Paris), café Frascati, café Français, Maison dorée printre altele. La momentul amenajării bulevardului Haussmann în anii 1920, aceste stabilimente comerciale au dispărut și au fost înlocuite de alte clădiri, ce găzduiau în special instituții financiare.

## Locuri notabile

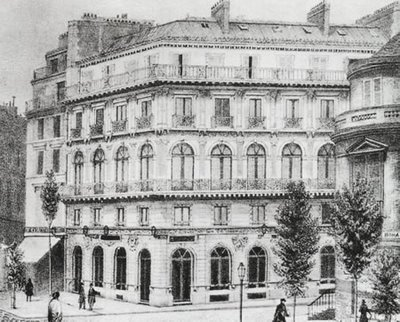
„Maison dorée”, cu „café Tortoni” pe stânga și „café Riche” pe dreapta (c. 1900)

La intersecția cu rue Laffitte se deschide o vedere frumoasă a bazilicii Sacré-Coeur de Montmartre, care pare a fi situată deasupra Bisericii Notre-Dame-de-Lorette, deși, în fapt, este mult mai îndepărtată.

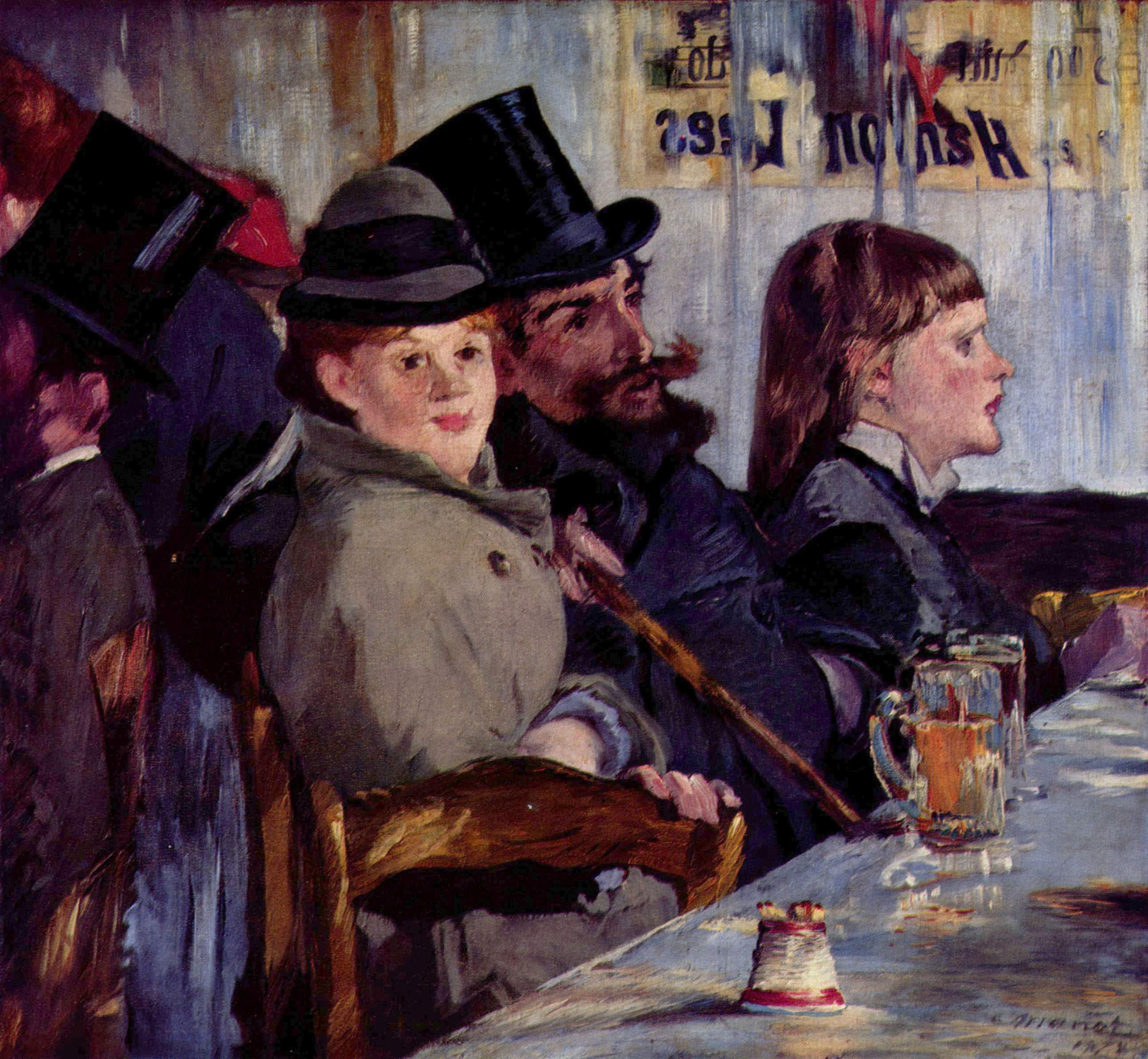
Cafenea de Édouard Manet.

- nr. 8, Théâtre Robert-Houdin, fondat de către magicianul Jean Eugène Robert-Houdin și cumpărat și condus din 1888 de Georges Méliès.
- nr. 13, locul fostei Café Anglais (1802-1913), restaurant celebru din timpului celui de-al Doilea Imperiu, înlocuit de o clădire în stil Art Nouveau.
- nr. 16, locul fostei Café Riche (1791).
- nr. 19, sediul băncii Crédit Lyonnais, construit din 1876 până în 1913 în stil Haussmann.
- nr. 20, locul fostului restaurant de lux La Maison dorée (Casa aurită) (1839-1841). Acum se află aici sediul central al băncii BNP Paribas, proiectat de Joseph Marrast, care a păstrat fațada originală (exemplu de fațadism).
- nr. 22, locul fostei Café Tortoni de Paris.
- nr. 26, locul fostei Café de Bade.
- nr. 36, o clădire construită în 1929 de către Michel Roux-Spitz. Parterul era folosit ca sală de expozitii pentru mașinile Ford. Acum este un restaurant fast-food.[2]

La colțul cu rue de la Chaussée d'Antin se afla Dépôt des Gardes-françaises (cazarma Gardienilor Francezi), construit de către colonelul duce de Biron în 1764. Clădirea a dat numele bulevardului pentru câțiva ani. Pe 12 iulie 1789, un pluton de gardieni l-a salvat pe colonelul Duchâtelet de revolta populară.
La colțul cu strada Louis-le-Grand se află Palais Berlitz, construit în stilul anilor 1930 în locul Pavillon de Hanovre din secolul al XVIII-lea, care a fost demontat și reconstruit în parcul Sceaux.

## Galerie

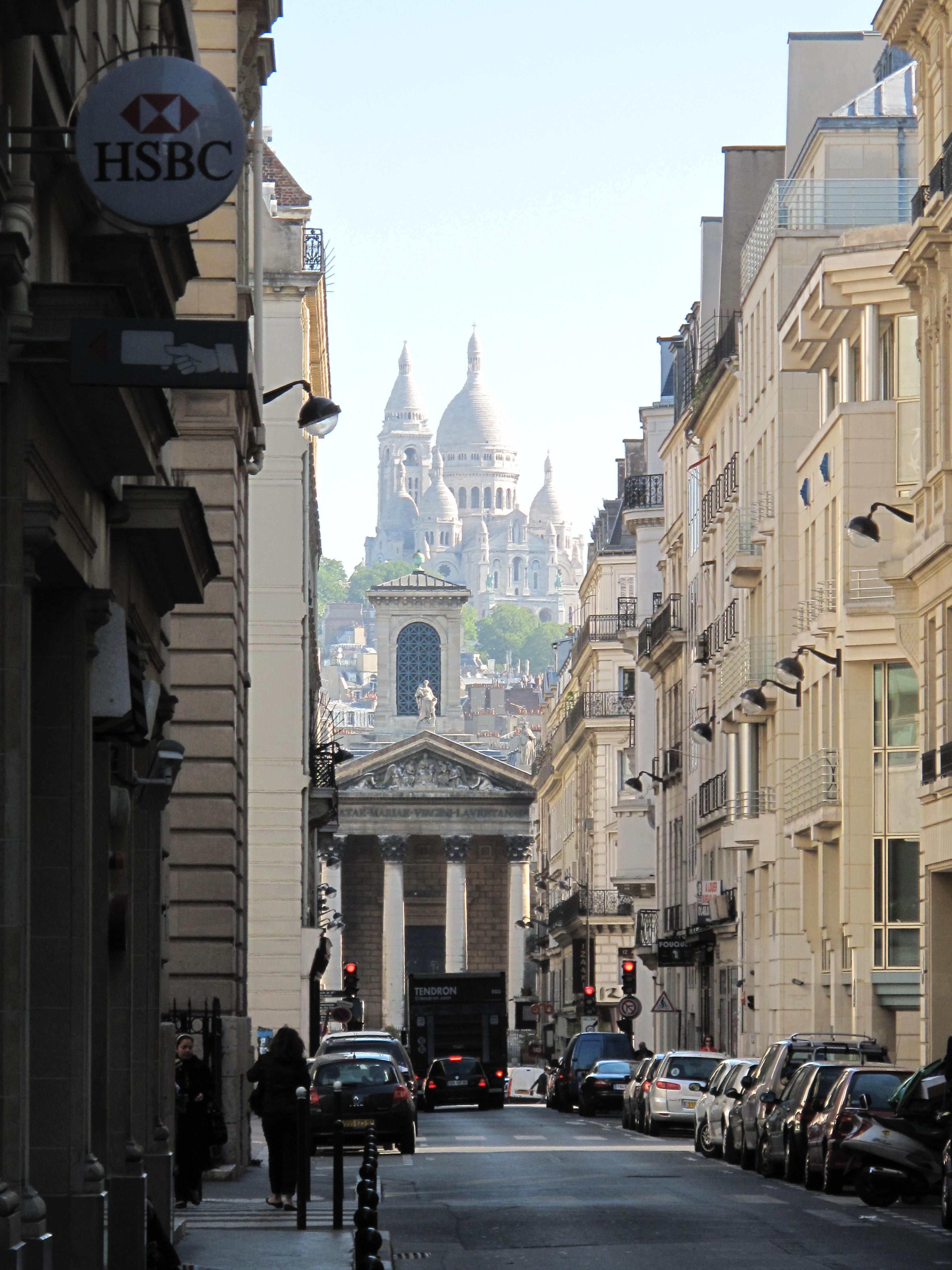
Vedere către rue Laffitte
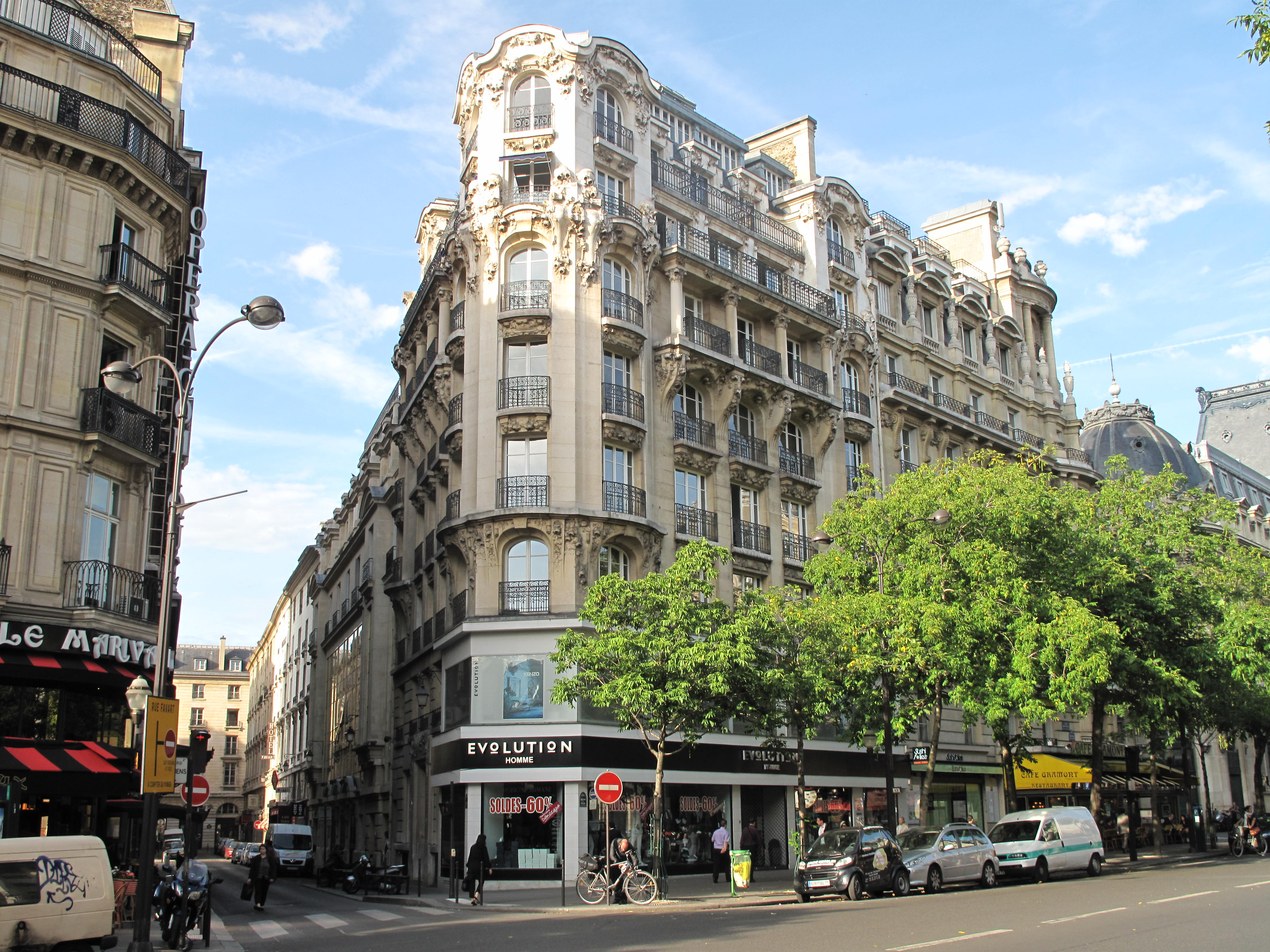
Locul unde a fost Café Anglais
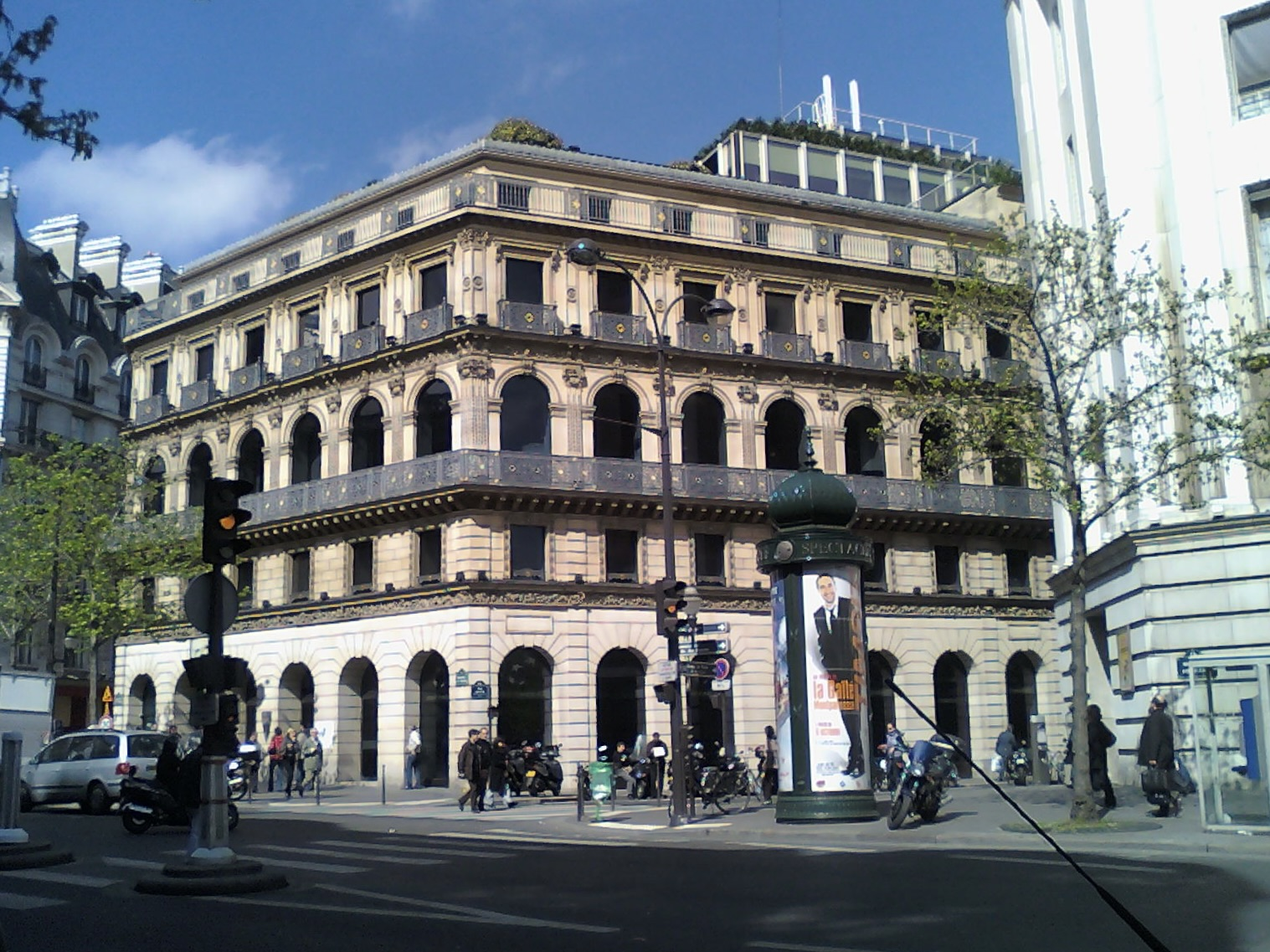
Sediul central al BNP Paribas, cu fațada fostului restaurant „la Maison Dorée”
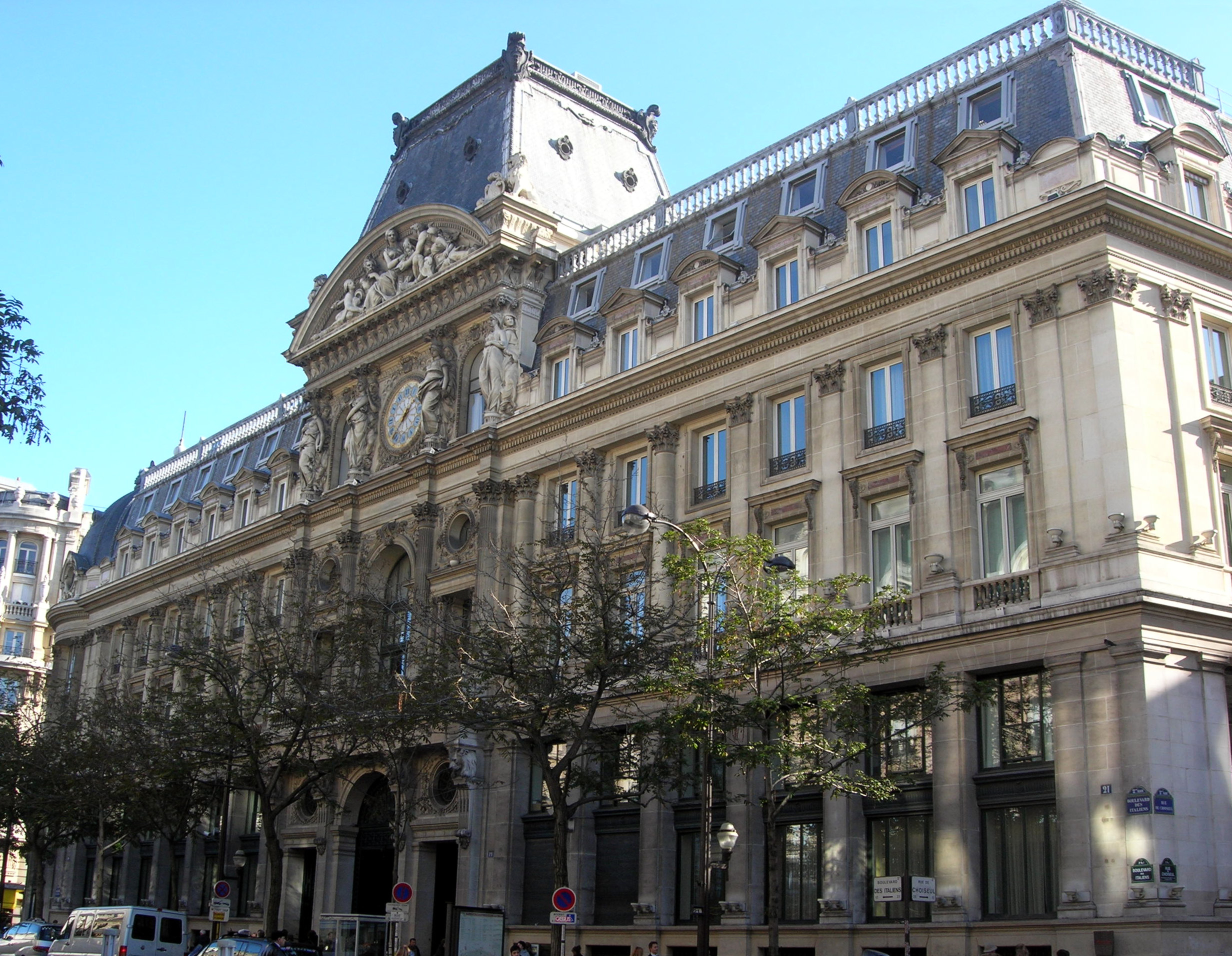
Sediul central al Crédit Lyonnais
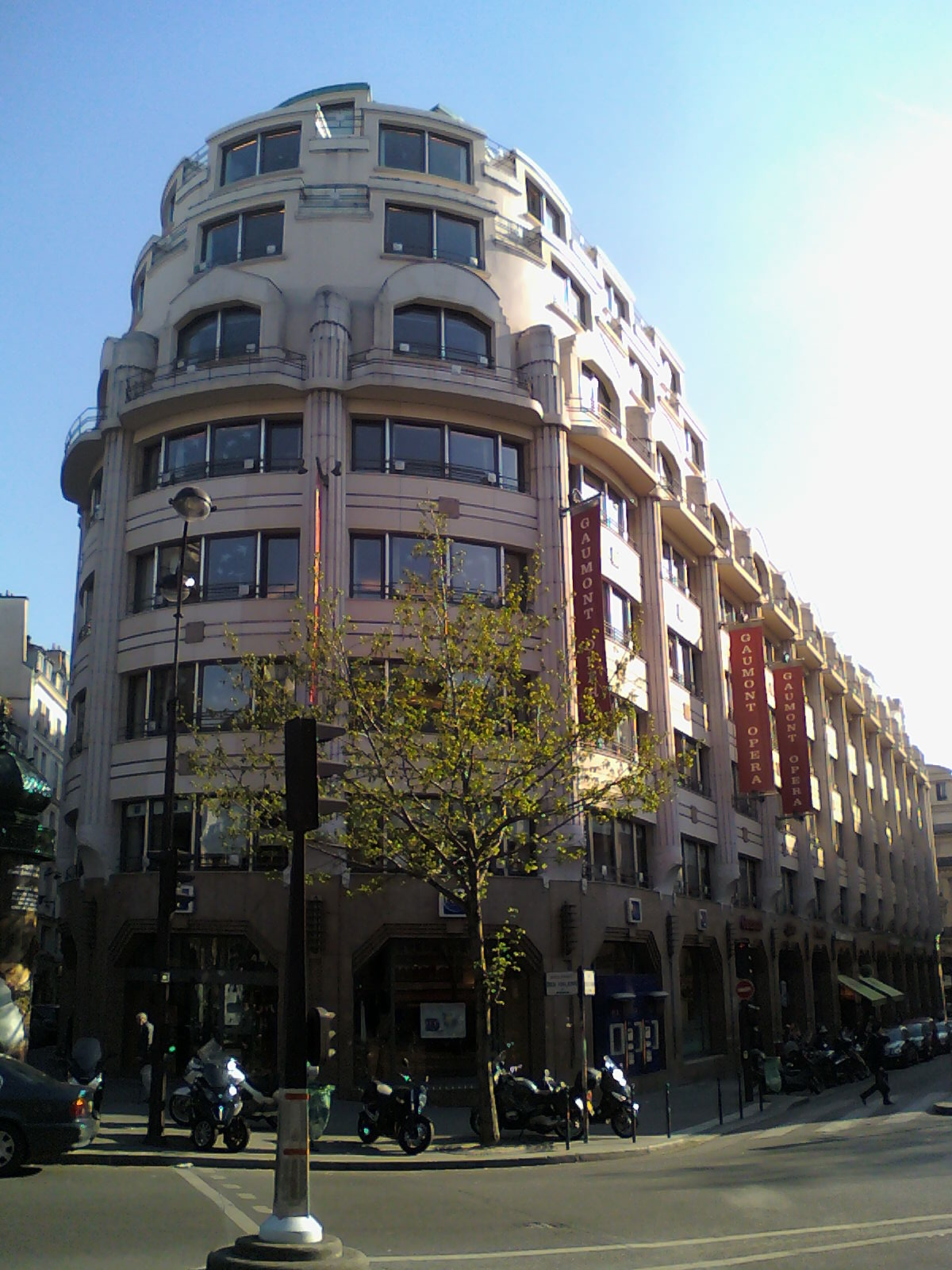
Palais Berlitz